# 슬로벤스카비스트리차

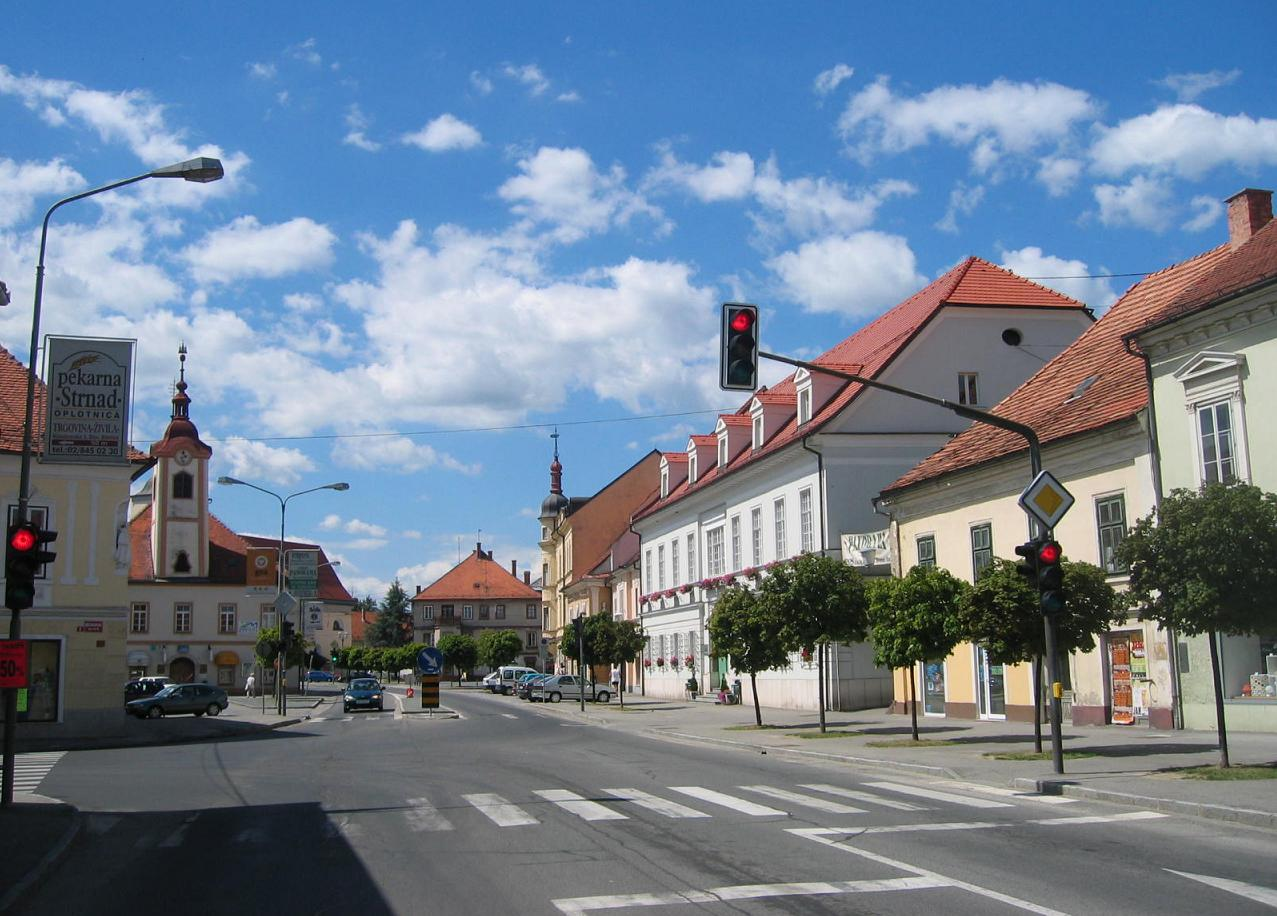
슬로벤스카비스트리차 자유 광장

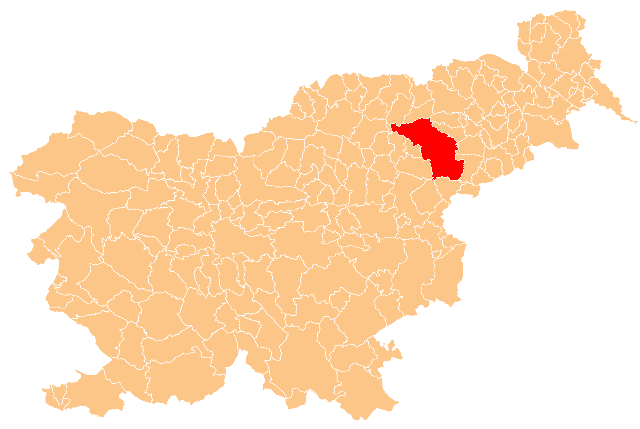
슬로벤스카비스트리차의 위치

슬로벤스카비스트리차(슬로베니아어: Slovenska Bistrica, 독일어: Windisch-Feistritz)는 슬로베니아 동부에 위치한 도시로 면적은 8.0km2, 인구는 7,573명(2012년 기준), 인구 밀도는 951명/km2이다. 전통적으로는 슈타예르스카 지역에 속하며 마리보르 남쪽에 위치한다.